# Leopard 1
Leopard 1 là một loại xe tăng chiến đấu chủ lực được thiết kế và sản xuất tại Đức và lần đầu tiên đi vào phục vụ vào năm 1965. Việc thiết kế bắt đầu bằng một dự án hợp tác giữa Đức và Pháp vào những năm 1950, nhưng các quan hệ đối tác đã kết thúc và thiết kế cuối cùng được đặt hàng bởi Bundeswehr, sản xuất bắt đầu vào năm 1965. Trong tổng số 6.485 xe tăng Leopard đã được xuất xưởng, có 4.744 xe tăng chiến đấu và 1.741 phiên bản xe cứu thương bọc thép, pháo phòng không, xe chiến đấu bộ binh,... sử dụng khung gầm của Leopard 1.
Leopard nhanh chóng trở thành một mẫu tăng tiêu chuẩn của một số lực lượng vũ trang Tây Âu và nó là xe tăng chiến đấu chủ lực tại hơn một chục quốc gia trên toàn thế giới. Từ năm 1990, Leopard 1 dần dần được thay thế bằng các loại tăng khác hiện đại hơn. Trong quân đội Cộng hòa Liên bang Đức, Leopard 1 đã chính thức ngừng hoạt động trong biên chế các lực lượng tăng - thiết giáp vào năm 2003 và nó được thay thế bởi loại tăng Leopard 2 - chiếc xe tăng chiến đấu chủ lực được đánh giá là một trong những loại xe tăng hiện đại bậc nhất trên thế giới hiện nay.

## Thông số
- Loại: Xe tăng chiến đấu chủ lực (MBT)
- Nước sản xuất:  Tây Đức,  Đức
- Nặng: 42 tấn
- Dài: 9,54 m
- Rộng: 3,37 m
- Cao: 2,76 m
- Tổ lái: 4 người
- Vũ khí phụ: 2 súng máy đồng trục 7,62 mm
- Vũ khí chính: Pháo 105 mm L7 nòng rãnh xoắn
- Động cơ: MB838 CaM 500, dùng dầu diesel, 830 mã lực
- Tốc độ: 60 km/h
- Tầm hoạt động: 600 km
- Vượt dốc: 1,15 m (3,8 ft)

## Lịch sử phát triển
Sau Chiến tranh thế giới thứ hai, các cơ sở công nghiệp của Đức bị tàn phá nặng nề, các nhà khoa học, kỹ sư lành nghề hoặc đã chết hoặc được Liên Xô – Hoa Kỳ thâu tóm. Ngoài ra, những biến động chính trị khiến nước Đức bị chia làm đôi cũng khiến cho nền công nghiệp quốc phòng hùng mạnh một thời của Đức không có cơ hội phát triển. Năm 1955, mười năm sau khi kết thúc Chiến tranh thế giới thứ hai, Cộng hoà Liên bang Đức (Tây Đức) bắt đầu tái thành lập quân đội và được mời gia nhập Tổ chức Hiệp ước Bắc Đại Tây Dương (NATO). Trong thành phần lực lượng xe tăng Tây Đức lúc bấy giờ bao gồm chủ yếu các xe tăng do Mỹ sản xuất, trong số đó, nổi bật nhất là M48 Patton. Tuy nhiên, ngay sau khi gia nhập NATO, Chính phủ Cộng hòa Liên bang Đức đã quyết định bắt tay thiết kế loại xe tăng cho riêng mình, vì theo đánh giá, các xe tăng Mỹ đã thể hiện độ hiệu quả kém trên các địa bàn hoạt động quân sự tại châu Âu.
Leopard 1 được thiết kế dựa trên các kinh nghiệm cơ bản, được đúc kết, tích lũy trong quá trình khai thác vận hành và sửa chữa những xe tăng M48 Patton và Centurion, những xe tăng được bố trí tại các cơ sở quân sự tại Tây Đức. Năm 1957, tại Đức và Pháp, và sau đó là Ý, một thoả thuận hợp tác trong việc thiết kế và xây dựng xe tăng chiến đấu chủ lực (MBT) mới đã được chính phủ ba nước thông qua.
Hai đội thiết kế đã được thành lập tại Đức và một đội tại Pháp. Mẫu đầu tiên, do hai đội thiết kế từ Đức, đã sẵn sàng cho thử nghiệm năm 1960. Từ việc học tập các kinh nghiệm trong chiến tranh của nước Đức và của nước ngoài, Đức đã thiết kế và sản xuất mẫu xe tăng thử nghiệm đầu tiên vào năm 1961. Ước tính đã có tới 80 mẫu thử nghiệm đã được chế tạo trong suốt giai đoạn phát triển Leopard 1. Đến năm 1962, chính phủ Đức nhận thấy mẫu Standardpanzer phù hợp với các yêu cầu của mình nên đã đưa vào sản xuất.

## Mô tả
Leopard 1 là một trong những xe tăng tiêu biểu trong thập 1960. Nó có pháo chính 105mm và giáp mỏng hơn so với xe tăng của Liên Xô. Leopard 1 có thiết kế truyền thống với hai ngăn, động cơ chứa trong ngăn chống cháy phía sau, và kíp lái được bố trí
phía trước. Tháp pháo được đúc nguyên khối. Chỉ huy và pháo thủ ở phía bên phải tháp pháo. Người nạp đạn được bố trí bên trái, sẽ lắp đạn vào khóa nòng của pháo, sau mỗi lần bắn sẽ đẩy lùi về để đẩy vỏ đạn ra. Lái xe ở phía trước tháp pháo, về phía bên tay phải.

## Giáp trụ và hệ thống bảo vệ
Dự kiến ban đầu, xe tăng được sản xuất hàng loạt có trang bị hỏa lực mạnh và độ cơ động cao. Nhưng vào thời điểm đó, Cộng hòa Liên Bang Đức chưa có các động cơ đủ sức mạnh dành cho xe tăng nặng hơn 40 tấn, vì thế, giáp của xe tăng được làm khá mỏng để xe nhẹ bớt. Nơi dày nhất là giáp trước thân xe cũng không quá 70mm đặt nghiêng 60 độ. Khả năng chống đạn của Leopard 1 được tăng lên bởi góc nghiêng hợp lý của các tấm giáp cùng với tháp pháo bo tròn được làm từ thép đúc. Leopard 1 mang giáp dày tối đa 70mm và tối thiểu là 8mm trên thân. Tháp pháo dày 50mm ở mặt trước và 60mm ở phía sau và bên trên. Phía trước tháp tháo còn bố trí thêm lớp giáp bảo vệ dày 60mm. Xe được trang bị diềm chắn thân xe, được trang bị hệ thống vượt chướng ngại vật dưới nước và các mắt xích được lắp thêm các tấm cao su và được trang bị hệ thống lọc bụi. Xe có thể tự đóng kín và điều áp trong điều kiện chiến tranh sinh học và hóa học (NBC).
Nhìn chung giáp của Leopard 1 là khá mỏng, kể cả theo tiêu chuẩn của thập niên 1960. Nó không thể chịu được đạn xuyên giáp của các pháo nòng dài cỡ 85mm trở lên. Thử nghiệm cho thấy pháo 115mm trên T-62 có thể xuyên thủng giáp trước của Leopard 1 từ cự ly tới 1.800 mét bằng đạn xuyên giáp động năng chế tạo trong thập niên 1960.

## Hỏa lực
Trong tháp pháo bố trí chỗ ngồi của trưởng xe, pháo thủ và nạp đạn viên. Vị trí của pháo thủ trang bị máy đo xa lập thể và thước ngắm viễn vọng, còn chỉ huy được trang bị máy ngắm toàn cảnh. Leopard 1 được lắp pháo 105mm nòng xoắn của Anh có thể khai hoả với tốc độ đạn 1400 m/s. Pháo có trang bị hệ thống ngắm thủy lực chạy điện và các thiết bị hút khói. Nó được trang bị hai súng máy 7,62mm, một đồng trục và một dùng làm vũ khí phòng không xoay quanh tháp pháo. Súng máy đồng trục ban đầu được thiết kế đồng bộ với súng chính, sau được thay thế bằng hệ thống ngắm bắn quang học. Xe còn được trang bị hệ thống cân bằng ngang và dọc cho pháo chính, hệ thống giữ ấm cho nòng pháo, hệ thống nhìn đêm dành cho pháo thủ và trưởng xe. Trên vị trí nạp đạn được bố trí hệ thống kính ngắm tiềm vọng có khả năng quan sát 360 độ. Có máy ngắm đo xa laser cho pháo thủ được thiết kế chìm, tổ hợp máy ngắm tiềm vọng để quan sát trong tình trạng ngày - đêm cho chỉ huy xe và hệ thống tính toán đường đạn điện tử.

## Tính cơ động
Leopard 1 được lắp động cơ V-10 đa nhiên liệu MB838 Ca M500 của hãng MTU, có thể khởi động trong điều kiện nhiệt độ thấp. Các nhà thiết kế xe tăng Đức đã hoàn thành được kết cấu này với các thành phần vững chắc, đảm bảo khả năng thay thế động cơ trong vòng 20 phút trong điều kiện chiến trường. Động cơ Daimler-Benz V-10 830 mã lực cho phép Leopard 1 có tỉ lệ công suất/khối lượng tương đương mẫu AMX-30 của Pháp nhưng lại có trọng lượng nhẹ hơn là 44 tấn. Leopard 1 là có khả năng duy trì tốc độ đường trường là 40 dặm/giờ (64 km/h) và phạm vi hoạt động là 372 dặm (598 km). Động cơ được thiết kế để có thể được lấy ra và thay thế các bộ phận trong vòng 20 phút. Bộ phận truyền động có 7 bánh đỡ và hệ thống treo xoắn riêng, bốn con lăn, có nhiệm vụ như bánh dẫn hướng phía trước và bánh dẫn động bố trí phía sau xe. Băng xích được làm bằng thép với bản lề cao su.

## Các phiên bản
Không tính đến việc bắt đầu đi vào thiết kế và sản xuất muộn của dòng xe tăng Panther sau chiến tranh, xe tăng Đức vẫn được tính là một trong những kiểu xe tăng tốt nhất trên thế giới. Vào đầu năm 1970, Đức đã tiếp nhận chương trình nâng cấp, hiện đại hóa xe tăng.

### Leopard 1A1
Leopard 1A1 được trạng bị hệ thống cân bằng ngang và dọc cho pháo chính, hệ thống giữ ấm cho nòng pháo, diềm chắn thân xe, được trang bị hệ thống vượt chướng ngại vật dưới nước và các mắt xích được lắp thêm các tấm cao su.

### Leopard 1A2
Leopard 1A2 được sản xuất với số lượng 232 chiếc, có giáp bằng thép đúc mạnh hơn, có hệ thống nhìn đêm dành cho pháo thủ và trưởng xe và nâng cấp hệ thống lọc bụi, gió.

### Leopard 1A3
110 xe tăng Leopard 1A3 được sản xuất, trang bị tháp pháo thép hàn kết cấu mới với nhiều lớp giáp, phần mở rộng phía sau tháp pháo. Bộ giáp mới với các mặt phẳng nghiêng và tấm khiên rời phía trước, phân biệt với các mẫu cũ có giáp bo tròn. Trên vị trí nạp đạn bố trí hệ thống kính ngắm tiềm vọng có khả năng quan sát 360 độ.

### Leopard 1A4
Năm 1974, Leopard 1A4 được ra đời (250 chiếc). khác với các thế hệ trước ở sự nâng cấp hệ thống điều khiển hỏa lực tốt hơn, bổ sung hệ thống kiếm soát hỏa hoạn. Có máy ngắm đo xa – laser cho pháo thủ được thiết kế chìm, tổ hợp máy ngắm tiềm vọng 1 ống kính để quan sát trong tình trạng ban đêm và ban ngày cho chỉ huy xe và hệ thống tính toán đường đạn điện tử.

### Leopard 1A5
Năm 1980, một chương trình nghiên cứu, cải tiến Leopard 1 đã được tiến hành, các phiên bản Leopard 1A1 và A2 được cung cấp một hệ thống điều khiển hỏa lực hiện đại, rất hiệu quả trong việc tác chiến ban đêm và trong điều kiện thời tiết xấu. Tháp pháo của xe được thiết kế lại. Có đề xuất cho xe sử dụng pháo nòng trơn 120 mm Rheinmetall L55 của Leopard 2, nhưng đề án bị hủy bỏ, nên xe tăng vẫn sử dụng pháo L7 105 mm. Xe còn được trang bị hệ thống kiểm soát hỏa hoạn EMES 18 và hệ thống các thiết bị quang học mới. Đạn APFSDS là loại đạn được sử dụng chủ yếu trong Leopard 1A5. Giáp xe cũng được tăng cường. 1300 xe tăng A1 và A2 đã được cải tiến theo gói nâng cấp này và nhận tên gọi Leopard 1A5. Những xe tăng Leopard 1A5 được chuyển giao cho Quân đội Đức lần đầu tiên vào đầu năm 1987. Kể từ đó, Leopard 1A5 được coi là "xe tăng tiêu chuẩn" của dòng Leopard 1 ngày nay.

### Leopard 1A6
Phiên bản Leopard 1A1 được nâng cấp giáp bảo vệ và được bị trọng pháo nòng trơn 120 mm Rheinmetall L55 của Leopard 2.

### Gepard
Thiết bị phòng không tự hành "Gepard" được thiết kế đặc biệt dành cho việc hỗ trợ cho các đơn vị tăng – thiết giáp và cơ giới cùng các phân đội nhằm chống lại các cuộc tấn công từ trên không trên đường hành quân. Trang thiết bị được bố trí trên tháp pháo bọc thép quay 360 độ, được lắp trên gầm xe tăng Leopard 1. Hai pháo tự động Erlicon bố trí hai bên ngoài tháp pháo – để khói súng không bị hút ngược vào buồng chiến đấu. Mỗi nòng súng có tốc độ bắn 550 viên/phút, mặc dù thông thường chúng chỉ đạt tốc độ 20-40 viên/phút. Cơ số đạn dự trữ gồm có 640 viên đạn nổ mạnh–xuyên giáp và 40 viên đạn xuyên giáp. "Gepard" được trang bị hệ thống điều khiển hỏa lực, trong đó bao gồm radar theo dõi, chỉ định mục tiêu và thiết bị nhận biết bạn – thù.
Các thông số kỹ thuật chính:
- Nơi sản xuất: Đức
- Kíp xe: 4 người
- Khối lượng: 47 300 kg
- Kích thước: chiều dài: 7,68 m; chiều rộng: 3,27 m; chiều cao: 3,01 m
- Tầm hoạt động: 600 km
- Bọc thép: 40 mm
- Trang bị: Hai pháo 35 mm, 7 thiết bị phóng lựu đạn khói
- Động cơ: một động cơ diesel 10 xilanh đa nhiên liệu MTU 838 Ca M500 830 mã lực
- Tính năng hoạt động: Tốc độ tối đa trên bộ: 65 km/h
- Khả năng vượt chướng ngại vật: chỗ nông: 2,5 m; độ cao: 1,15 m; độ sâu: 3,0 m

### Automatic
Hệ thống phòng không tự hành "Automatic" ban đầu được thiết kế như một loại xe tăng để hỗ trợ các máy bay trực thăng và những máy bay hạng nhẹ trên chiến trường, đồng thời cũng hiệu quả trong việc đối đầu với các phương tiện kỹ thuật hạng nhẹ của đối phương. "Automatic" được biết đến như một thiết bị có tháp pháo quay 360 độ với pháo tự động 76 mm cùng hai ra đa (quan sát và theo dõi), hệ thống kính ngắm quang học điện tử cùng máy vi tính điều khiển hỏa lực, trong đó, toàn bộ các thiết bị phải hoạt động như một thể thống nhất. Tháp pháo với những thiết bị này có thể lắp lên bất kỳ xe tăng nào có bệ đỡ tháp pháo có kích thước tương ứng. Để thử nghiệm, thiết bị này ban đầu được lắp trên xe tăng Tây Đức Leopard 1. Sau đó, các phiên bản sao chép khác cũng được thực hiện một cách thành công.
Các thông số kỹ thuật chính:
- Nơi sản xuất: Đức
- Kíp xe: 4 người
- Khối lượng: 47 tấn
- Kích thước: Chiều dài: 7,08 m; chiều rộng: 3,25 m; chiều cao: 3,07 m (với ra đa nằm)
- Tầm hoạt động: 500 km
- Bọc thép: Không xác định
- Trang bị: 1 pháo tự động 76mm
- Động cơ: Động cơ diesel 10 xilanh đa nhiên liệu MTU 830 mã lực
- Tính năng hoạt động: Tốc độ tối đa trên đường bộ: 60 km
- Khả năng vượt chướng ngại vật: Độ cao: 1,15 m; hố sâu: 3 m; chỗ nông: 1,2 m

### Các phiên bản xe đặc chủng
Hà Lan đã cho tiến hành cải tiến các chiếc tăng Leopard 1A1 theo tiêu chuẩn Leopard 1A5 và đặt tên cho phiên bản mới này là Leopard 1 Verbeterd
Các lực lượng vũ trang của Canada sử dụng các loại xe kỹ thuật Taurus ARV và Badger AEV, cả hai loại xe này đều được thiết kế dựa trên khung gầm của Leopard 1.
Binh chủng Hải quân đánh bộ Hoàng gia Anh sử dụng xe bọc thép phục hồi BARV Hippo được cải tiến từ khung gầm của Leopard 1A5. Động cơ diesel 830 hp (634 kW) được giữ lại nhưng hộp số của xe được thay đổi, tốc độ nhanh nhất của xe đến 32 km/h (20 mph), một số linh kiện kỹ thuật trong xe cũng nâng cấp, thay mới, trọng lượng của xe từ khoảng 50 tấn. Hippo có thế lội nước ở độ sâu 2,95 m. Ngoài ra xe còn được trang bị các thiết bị sửa chữa chuyên dụng như: Tời kéo, thiết bị lắp cáp và thanh kéo để lai dắt các xe bọc thép bị hư hỏng; Cáp kéo và thiết bị nâng kéo cho các xe hư hỏng không thể lai dắt; Cần cẩu, máy hàn và bộ công cụ, dụng cụ liền xe dùng cho sửa chữa và bảo dưỡng; Khoang chứa vật tư phụ tùng phục vụ sửa chữa, thay thế; Lưỡi ủi để san gạt, giải phóng mặt bằng. Nhiệm vụ của BARV Hippo là cứu kéo xe tăng hay phương tiện chiến đấu bọc thép bị hư hỏng hoặc trúng đạn về điểm tập kết hoặc trú ẩn, đồng thời giúp kíp xe sửa chữa hư hỏng tại chỗ cũng như hỗ trợ phương tiện chiến đấu bọc thép trên chiến trường.

## Các nước sử dụng
- Úc—71; Quân đội Úc đã đặt mua khoảng 90 xe tăng Leopard AS1 của Đức nhưng sau đó kế hoạch này được gác lại. Australia đã mua 59 chiếc tăng M1 Abrams của Hoa Kỳ để thay thế
- Brasil— Có khoảng 128 xe tăng Leopard 1A1 đang phục vụ trong biên chế của Lục quân Brazil. Ngày 4 tháng 8 năm 2009, Báo điện tử Mercopress cho biết, Lục quân Brasil đã đặt mua 250 xe tăng Leopard 1A5 của Đức thuộc một phần trong Chiến lược Quốc phòng của nước này đã được Tổng thống Lula da Silva phê duyệt tháng 12/2008. Chúng được bàn giao cho Brasil trong 3 tháng nữa kể từ 12/2008 và lô xe tăng đầu tiên được biên chế cho Santa Maria thuộc bang cực nam Rio Grande do Sul.
- Canada—114 Leopard C2. Vào đầu năm 2000, Chính phủ Canada đã cắt giảm số tăng Leopard C2 xuống còn 66 chiếc và dần thay thế chúng bằng Leopard 2 mua từ Hà Lan và Đức.
- Chile—202 Leopard 1, hiện đã giảm xuống chỉ còn 150 chiếc. Quân đội Chile đã bán 30 chiếc tăng Leopard 1 cho Ecuador vào năm 2009. Hiện nay, Chile đang dần thay thế Leopard 1 bằng phiên bản Leopard 2 mạnh hơn. Các phương tiện thông tin đại chúng Chile cho biết: Lô hàng đầu tiên bao gồm 132 chiếc xe tăng Leopard 2 A4 mới nhất mà Chile mua của Đức để hiện đại hóa Lực lượng Vũ trang đã được chuyển đến nước này. Lễ chuyển giao chính thức xe tăng bọc thép diễn ra tại doanh nghiệp Krauss-Magei Wegmann thuộc thành phố Munich với sự có mặt của Bộ trưởng Quốc phòng của hai nước. Theo các nguồn tin của Chile cho biết, hợp đồng đã được ký vào tháng 7 năm nay sau hai năm hội đàm tích cực và căng thẳng. Theo hợp đồng, sau mỗi quý sẽ có 10-12 xe tăng được chuyển đến Chile. Tổng giá trị hợp đồng vẫn chưa được công bố. Leopard 2 A4, có trọng lượng 60 tấn, là một trong những loại xe tăng tốt nhất trên thế giới. Lần đầu tiên xuất khẩu ra nước ngoài, loại xe tăng này được lắp đặt pháo nòng trơn cỡ 120 mm. Ngoài ra, xe tăng cung cấp cho Chile lần này được lắp đặt máy tính mới nhất tạo điều kiện nâng cao đáng kể tính hiệu quả và tầm xa của pháo khi bắn ra.
- Denmark— Chỉ sử dụng các phiên bản xe bắc cầu và xe thiết giáp phục hồi
- Ecuador—30 Leopard 1 mua lại từ Chile.[5]
- Đức—2.437 chiếc với nhiều phiên bản khác nhau.
- Greece— 520 Leopard 1A5; 95 Leopard 1A3 và 128 Leopard 1V.
- Italy—720 (600 A2, 120 A5) được ngừng hoạt động vào năm 2008.
- Liban—Hãng thông tấn Markaziya dẫn lời một quan chức trong Bộ Quốc phòng Liban cho biết, Đức sẽ chuyển cho Liban 50 chiếc xe tăng Leopard 1A5.
- Hà Lan—468 Leopard 1A5.
- Norway—172
- Turkey—337[6]
- United Kingdom—4 xe tăng Leopard 1A5 được chuyển đổi thành xe thiết giáp phục hồi Hippo BARV.

## Australia
Xe tăng Leopard 1 phục vụ lần đầu tiên trong biên chế của Quân đội Úc vào năm 1976, quân đội nước này cần một loại tăng mới để thay thế cho các chiếc tăng Centurion đã cũ của Anh (xe tăng Centurion phục vụ trong biên chế Lục quân Úc từ năm 1952).
Vào tháng 3 năm 2004, Chính phủ Úc quyết định thay thế cho Leopard 1 bằng M1A1 Abrams .
59 xe tăng M1A1 Abrams đã được chuyển giao vào tháng 9 năm 2006. Đồng thời, Hercules M88A2 cũng được trang bị để thay thế cho các loại xe kỹ thuật được thiết kế dựa trên khung gầm của Leopard 1 vốn đã cũ kỹ, lạc hậu.
Các chiếc tăng Leopard 1 cuối cùng được vận hành bởi Trung đoàn thiết giáp số 1. Vào tháng 7 năm 2007, Bộ quốc phòng Úc chính thức ra quyết định ngừng hoạt động loại tăng Leopard 1 trong biên chế Lục quân Úc